# 北原喜一
北原 喜一（きたはら きいち、1946年8月12日 - ）は、日本の歯科医師。医療法人社団交心会北原学院歯科衛生専門学校の設立者で、名誉理事長。

## 経歴
北海道出身。1971年に日本大学歯学部を卒業後、日本大学松戸歯学部放射線学教室に勤務した。その後、北原歯科医院を開設する。
1981年、千葉県松戸市に北原学院歯科衛生専門学校を設立した。1989年に歯学博士号を日本大学より取得した。
2008年、千葉市に北原学院千葉歯科衛生専門学校を設立した。
2021年、瑞宝双光章を受章した。